# Burg Liptau
Die Burg Liptau (slowakisch Liptovský hrad, alternativ Liptovský Starý hrad oder Sielnický hrad) ist die Ruine der höchstgelegenen Höhenburg der Slowakei. Sie liegt in 993 Metern Höhe im Gebirge Chočské vrchy an der Grenze der Bezirke Ružomberok und Liptovský Mikuláš, nordöstlich von Kalameny und nordwestlich von Bukovina. Die Burg selbst gehört zum Katastralgebiet Sestrč der Gemeinde Liptovská Sielnica.
Die erste urkundliche Erwähnung geht auf das Jahr 1262 zurück. Ihre vornehmliche Aufgabe war offenbar der Grenzschutz, zeitweise war sie auch Sitz des nach ihr benannten Komitats Liptau.
Die Burganlage ist heute frei zugänglich.